# Ридвір
Ридві́р, Рідвір (фр. Riedwihr) — колишній муніципалітет у Франції, у регіоні Гранд-Ест, департамент Верхній Рейн. Населення — 398 осіб (2011).
Муніципалітет був розташований на відстані близько 390 км на схід від Парижа, 60 км на південний захід від Страсбура, 9 км на північний схід від Кольмара.

## Історія
До 2015 року муніципалітет перебував у складі регіону Ельзас. Від 1 січня 2016 року належав до нового об'єднаного регіону Гранд-Ест.
1 січня 2016 року Ридвір і Ольцвір було об'єднано в новий муніципалітет Порт-дю-Р'є.

## Демографія
Динаміка населення (Cassini і INSEE ):
Розподіл населення за віком та статтю (2006):
| Стать | Всього | До 15 років | 15-24 | 25-44 | 45-64 | 65-85 | Понад 85 |
| --- | ------ | ----------- | ----- | ----- | ----- | ----- | -------- |
| Чоловіки | 200    | 68          | 8     | 48    | 60    | 16    | 0        |
| Жінки | 168    | 28          | 8     | 52    | 48    | 24    | 8        |
| \| Статево-вікова піраміда \| Статево-вікова піраміда \| Статево-вікова піраміда \| \| ----------------------- \| ----------------------- \| ----------------------- \| \| Чоловіки \| Вік \| Жінки \| \| 0 \| 85 + \| 8 \| \| 4 \| 80-84 \| 0 \| \| 4 \| 75-79 \| 8 \| \| 4 \| 70-74 \| 12 \| \| 4 \| 65-69 \| 4 \| \| 12 \| 60-64 \| 4 \| \| 32 \| 55-59 \| 16 \| \| 8 \| 50-54 \| 24 \| \| 8 \| 45-49 \| 4 \| \| 24 \| 40-44 \| 8 \| \| 4 \| 35-39 \| 12 \| \| 8 \| 30-34 \| 16 \| \| 12 \| 25-29 \| 16 \| \| 4 \| 20-24 \| 4 \| \| 4 \| 15-20 \| 4 \| \| 12 \| 10-14 \| 8 \| \| 36 \| 5-9 \| 12 \| \| 20 \| 0-4 \| 8 \| |        |             |       |       |       |       |          |
| Статево-вікова піраміда |        |             |       |       |       |       |          |
| Чоловіки | Вік    | Жінки       |       |       |       |       |          |
| 0 | 85 +   | 8           |       |       |       |       |          |
| 4 | 80-84  | 0           |       |       |       |       |          |
| 4 | 75-79  | 8           |       |       |       |       |          |
| 4 | 70-74  | 12          |       |       |       |       |          |
| 4 | 65-69  | 4           |       |       |       |       |          |
| 12 | 60-64  | 4           |       |       |       |       |          |
| 32 | 55-59  | 16          |       |       |       |       |          |
| 8 | 50-54  | 24          |       |       |       |       |          |
| 8 | 45-49  | 4           |       |       |       |       |          |
| 24 | 40-44  | 8           |       |       |       |       |          |
| 4 | 35-39  | 12          |       |       |       |       |          |
| 8 | 30-34  | 16          |       |       |       |       |          |
| 12 | 25-29  | 16          |       |       |       |       |          |
| 4 | 20-24  | 4           |       |       |       |       |          |
| 4 | 15-20  | 4           |       |       |       |       |          |
| 12 | 10-14  | 8           |       |       |       |       |          |
| 36 | 5-9    | 12          |       |       |       |       |          |
| 20 | 0-4    | 8           |       |       |       |       |          |

## Економіка
2010 року серед 257 осіб працездатного віку (15—64 років) 206 були активними, 51 — неактивною (показник активності 80,2%, у 1999 році було 74,0%). З 206 активних мешканців працювало 197 осіб (107 чоловіків та 90 жінок), безробітними було 9 (5 чоловіків та 4 жінки). Серед 51 неактивної 15 осіб було учнями чи студентами, 22 — пенсіонерами, 14 були неактивними з інших причин.

У 2010 році в муніципалітеті числилось 154 оподатковані домогосподарства, у яких проживали 407,5 особи, медіана доходів виносила 22 091 євро на одного особоспоживача